# Хаос у најави
Хаос у најави (енгл. Trainwreck) америчка је романтична комедија из 2015. у режији Џада Апатоуа снимљена по сценарију Ејми Шумер која такође тумачи главну улогу. Поред Шумерове у филму наступају Бил Хејдер, Бри Ларсон, Тилда Свинтон,  Езра Милер, Колин Квин, Ванеса Бејер, Џон Сина и Леброн Џејмс.

## Улоге
| Глумац           | Улога                |
| ---------------- | -------------------- |
| Ејми Шумер       | Ејми Таунсенд        |
| Бил Хејдер       | др Арон Конерс       |
| Бри Ларсон       | Ким Таунсенд         |
| Тилда Свинтон    | Дијана               |
| Колин Квин       | Гордон Таунсенд      |
| Џон Сина         | Стивен               |
| Мајк Бербиглија  | Том                  |
| Еван Бринкман    | Алистер              |
| Џон Глејзер      | Шулц                 |
| Рандал Парк      | Брајсон              |
| Ванеса Бејер     | Ники                 |
| Езра Милер       | Доналд               |
| Леброн Џејмс     | глуми себе           |
| Метод Мен        | Темембе              |
| Данијел Радклиф  | шетач паса (камео)   |
| Мариса Томеј     | власница пса (камео) |
| Марв Алберт      | глуми себе (камео)   |
| Фреди Хајмор     | глуми себе (камео)   |
| Мија Фароу       | глуми себе (камео)   |
| Крис Еверт       | глуми себе (камео)   |
| Метју Бродерик   | глуми себе (камео)   |
| Тони Ромо        | глуми себе (камео)   |
| Амаре Стодемајер | глуми себе (камео)   |